# Psechrus
Genre
Psechrus est un genre d'araignées aranéomorphes de la famille des Psechridae.
On les appelle "araignées à toile à lacet" car elles tissent de grandes toiles en forme de dôme.

## Distribution
Les espèces de ce genre se rencontrent en Asie et en Océanie dans les régions tropicales et subtropicales.

## Habitat
Elles vivent dans les endroits humides et ombragés, dans les forêts, les crevasses des rochers, les grottes et certaines espèces se trouvent parfois dans les maisons.

## Liste des espèces
Selon World Spider Catalog (version 26, 11/04/2025) :
- Psechrus aluco Bayer, 2012
- Psechrus ampullaceus Bayer, 2014
- Psechrus ancoralis Bayer & Jäger, 2010
- Psechrus annulatus Kulczyński, 1908
- Psechrus antraeus Bayer & Jäger, 2010
- Psechrus arcuatus Bayer, 2012
- Psechrus argentatus (Doleschall, 1857)
- Psechrus arietinus Bayer, 2014
- Psechrus borneo Levi, 1982
- Psechrus cebu Murphy, 1986
- Psechrus changminae Feng, Zhang, Wu, Ma, T. B. Yang, Li & Z. Z. Yang, 2016
- Psechrus chizami Sudhin, Mali, Sarma & Sen, 2025
- Psechrus clavis Bayer, 2012
- Psechrus conicus Feng, Zhang, Wu, Ma, T. B. Yang, Li & Z. Z. Yang, 2016
- Psechrus crepido Bayer, 2012
- Psechrus decollatus Bayer, 2012
- Psechrus demiror Bayer, 2012
- Psechrus discoideus Feng, Zhang, Wu, Ma, T. B. Yang, Li & Z. Z. Yang, 2016
- Psechrus elachys Bayer, 2012
- Psechrus fuscai Bayer, 2012
- Psechrus ghecuanus Thorell, 1897
- Psechrus hartmanni Bayer, 2012
- Psechrus himalayanus Simon, 1906
- Psechrus huberi Bayer, 2014
- Psechrus inflatus Bayer, 2012
- Psechrus insulanus Bayer, 2014
- Psechrus jaegeri Bayer, 2012
- Psechrus jinggangensis Wang & Yin, 2001
- Psechrus kenting Yoshida, 2009
- Psechrus khammouan Jäger, 2007
- Psechrus kinabalu Levi, 1982
- Psechrus kunmingensis Yin, Wang & Zhang, 1985
- Psechrus laos Bayer, 2012
- Psechrus leshukovi Omelko & Fomichev, 2023
- Psechrus libelti Kulczyński, 1908
- Psechrus luangprabang Jäger, 2007
- Psechrus marsyandi Levi, 1982
- Psechrus mulu Levi, 1982
- Psechrus nathanael Sudhin, Mali, Sarma & Sen, 2025
- Psechrus norops Bayer, 2012
- Psechrus obtectus Bayer, 2012
- Psechrus omistes Bayer, 2014
- Psechrus pakawini Bayer, 2012
- Psechrus quasillus Bayer, 2014
- Psechrus rani Wang & Yin, 2001
- Psechrus schwendingeri Bayer, 2012
- Psechrus senoculatus Yin, Wang & Zhang, 1985
- Psechrus sinensis J. Berland & L. Berland, 1914
- Psechrus singaporensis Thorell, 1895
- Psechrus spatulatus Feng, Zhang, Wu, Ma, T. B. Yang, Li & Z. Z. Yang, 2016
- Psechrus steineri Bayer & Jäger, 2010
- Psechrus taiwanensis Wang & Yin, 2001
- Psechrus tauricornis Bayer, 2012
- Psechrus tingpingensis Yin, Wang & Zhang, 1985
- Psechrus torvus (O. Pickard-Cambridge, 1869)
- Psechrus triangulus Yang, Zhang, Zhu & Song, 2003
- Psechrus ulcus Bayer, 2012
- Psechrus vivax Bayer, 2012
- Psechrus wade Bayer, 2014
- Psechrus zygon Bayer, 2012

## Systématique et taxinomie
Ce genre a été décrit par Thorell en 1878 dans les Agelenidae.

## Publication originale
- Thorell, 1878 : « Studi sui ragni Malesi e Papuani. II. Ragni di Amboina raccolti Prof. O. Beccari. » Annali del Museo Civico di Storia Naturale di Genova, vol. 13, p. 1-317 (texte intégral).